# الجهوية المتقدمة
الجهوية المتقدمة تنظيم إداري هيكلي لا مركزي تتنازل بموجبه السلطة المركزية عن بعض الصلاحيات لفائدة الجهات المكونة للدولة، بهدف دعم التنمية المحلية، وتعزيز التضامن بين الجهات، وتنشيط التبادل التجاري، وتقليص الفوارق المجالية، وتقريب الإدارة من المواطن. 

## التطور
تطور مفهوم الجهوية المتقدمة في أروبا الغربية بعد إثبات فشل السياسة المركزية في تحقيق التنمية.
- ألمانيا: اعتمدت ألمانيا هذا النموذج سنة 1949 في دستورها، حيث منحت للأقاليم والجهات صلاحيات واسعة.
- إسبانيا: اعتمدت اسبانيا على الجهوية المتقدمة في دستور سنة 1978، حيث تعتبر إسبانيا دولة قائمة على الجهات أكثرَ منها دولة فدرالية.
- فرنسا: برز نقاش حول الجهوية المتقدمة في فرنسا خلال خمسينيات القرن العشرين مع الجنرال شارل ديغول الذي دعا سنة 1946 إلى اعتماد الجهوية المتقدمة، لكن الفرنسيين رفضوا مشروعهم في استفتاء شعبي سنة 1969، لتعود فرنسا بعدها وتقر بنظام الجهوية المتقدمة رسميا سنة 1982.[1]

## نماذج

### نموذجالمغرب
تعتبر الجهوية المتقدمة من أهم الأوراش اإلستراتيجية للمغرب، باعتبارها تتويجا لمسار الالمركزية والديمقراطية المحلية التي نهجتها الدولة، منذ أول تقسيم إداري سنة 1959. ويهدف المغرب من خلال الجهوية المتقدمة إلى النهوض بالتنمية الاقتصادية والاجتماعية المندمجة والمستدامة وإلى إرساء عدالة مجالية لفائدة كافة المواطنين، حيث نص دستور المغرب لسنة 2011 في فصله الأول على أن التنظيم الترابي للمملكة تنظيم لامركزي يقـوم على الجهوية المتقدمة.